# 格羅斯山
79°18′S 83°22′W / 79.300°S 83.367°W
格羅斯山是南極洲的山峰，位於埃爾斯沃思地，屬於埃爾斯沃思山脈中赫里蒂奇嶺的一部分，它们是由明尼苏达大学地质党 （University of Minnesota Geological Party） 于 1963-64 年以该党的地质学家巴顿·格罗斯 （Barton Gross） 的名字命名的，現時由南極條約體系管理。